# Яблонский, Александр (физик)
Александр Яблонский (пол. Aleksander Jabłoński; 26 февраля 1898, Воскресеновка, Харьковская губерния, Российская империя, — 9 сентября 1980, Скерневице, Польша) — польский физик, член Польской академии наук.
В 1946—1968 годах — профессор Торуньского университета.
Известен своими работами в области фотолюминисценции, спектроскопии и теории молекул. Автор «диаграммы Яблонского», описывающей основные фотофизические процессы, имеющие отношение к свету.

## Биография
Родился 26 февраля 1898 года в Воскресеновке, под Харьковом. Учился в гимназии в Харькове, а также в музыкальной школе по классу скрипки (у Константина Горского). В 1916 году начал изучать физику в Харьковском университете.
Во время Первой мировой войны служил в 1-м Польском корпусе, к которому присоединился в ноябре 1917 года. Участвовал во взятии крепости в Бобруйске и в боях под Ясенем (железнодорожная станция между Бобруйском и Осиповичами). Оставался в Бобруйске до расформирования 1-го Польского корпуса, затем вернулся в Харьков и возобновил обучение в местном университете.
В 1918 году, уже после войны, переехал в Варшаву, где продолжил обучение в Варшавском университете, занимаясь в выходные дни от службы. В ноябре 1919 года ему был предоставлен отпуск из армии, что позволило ему заняться физикой и учиться в Музыкальной консерватории в классе Станислава Барцевича и Эмиля Млынарского .
В феврале 1920 года вернулся на службу и прервал обучение. Переведённый в 14-й Великопольский сапёрный полк (в составе 4-й пехотной дивизии), участвовал в Польско-советской войне, в боях под Пружанами, в Варшавском сражении и сражении на Немане. За подготовку переправы через реку Щара (в ночь с 1 на 2 октября), благодаря которой его полк перешёл через реку без больших потерь, был награждён Крестом Доблести.
В ноябре 1920 года Александру был предоставлен отпуск, позволивший продолжить учёбу. После окончания войны был уволен в запас в звании лейтенанта. В 1921 году он окончил музыкальное образование и устроился скрипачом в Большой театр в Варшаве, где проработал до 1926 года. Одновременно он изучал физику в Варшавском университете, который окончил в 1925 году. После работал на кафедре экспериментальной физики Варшавского университета младшим ассистентом.
В 1930 году Яблонский получил степень доктора по физике. Благодаря стипендии, предоставленной Фондом Рокфеллера, в 1930—1932 годы он прошёл постдокторантуру в Университете Гумбольдта в Берлине у Питера Прингсхайма и в Гамбургском университете в команде Отто Штерна.
В 1934 году Александр Яблонский получил хабилитацию на основании диссертации «О влиянии межмолекулярных взаимодействий на явления поглощения и излучения света». В 1938 году поехал в Вильнюс, где работал старшим ассистентом на кафедре экспериментальной физики Университета имени Стефана Батория.
После начала Великой Отечественной войны был призван в армию и вступил в 3-й инженерный батальон. 19 сентября 1939 года перешёл польско-литовскую границу, был интернирован и помещён в лагерь Колотув. После временного освобождения вернулся в Вильнюс, где в июле 1940 года был арестован и отправлен в лагерь в Козельске, а затем с 1940 года переправлен в лагерь для военнопленных НКВД в Грязовце.
После принятия соглашения на формирование «Армии Андерса» Александра Яблонского переправили в Тоцкое, где формировалась 6-я пехотная дивизия. Через Узбекистан, Иран и Ирак он добрался до Шотландии. В Эдинбурге он стал заведующим кафедрой физики Эдинбургского университета.

Диаграмма Яблонского

В ноябре 1945 года Яблонский вернулся в Польшу в Варшавский университет. В январе 1946 года переехал в Торунь, где группа профессоров Университета Стефана Батория сформировала Университет Николая Коперника. Яблонский организовал кафедру физики на факультете математики и естественных наук. В 1946 году получил звание профессора. В 1947—1948 годах занимал должность заместителя декана факультета математики и естественных наук. До выхода на пенсию в 1968 году возглавлял кафедру экспериментальной физики Университета Николая Коперника в Торуни.

Диаграмма Яблонского для флуоресценции, поглощения и безизлучательных переходов

## Научная деятельность
Занимался изучением атомной и молекулярной оптики. В 1933 году опубликовал в научном журнале «Nature» статью, в которой представил диаграмму энергетических уровней молекулы красителя. Яблонский предположил, что молекула красителя, обладающая способностью флуоресцировать и фосфоресцировать, должна иметь хотя бы одно метастабильное состояние. Эта диаграмма позволила объяснить возникновение различных форм люминесценции, наблюдаемых в растворах, и позже была названа диаграммой Яблонского.
Он также изучал расширение спектральных линий под давлением. В 1938 году в журнале «Nature» была опубликована его работа, в которой были представлены результаты измерений зависимости ширины спектральных линий от температуры, выполненных совместно с Генриком Городничим. Он описал общую теорию уширения спектральных линий под давлением в 1944—1945 годах и опубликовал её в 1945 году в журнале Physical Review.
Его считают основателем «Торуньской школы физики». Он также руководил кандидатскими диссертациями. С 1951 года он был членом-корреспондентом Польской академии наук, а с 1961 года — действительным членом Польской академии наук. В 1957—1961 годах он был президентом Главного правления Польского физического общества. В апреле 1978 года стал членом Общества научных курсов. Похоронен на Повонзком кладбище в Варшаве.

## Награды

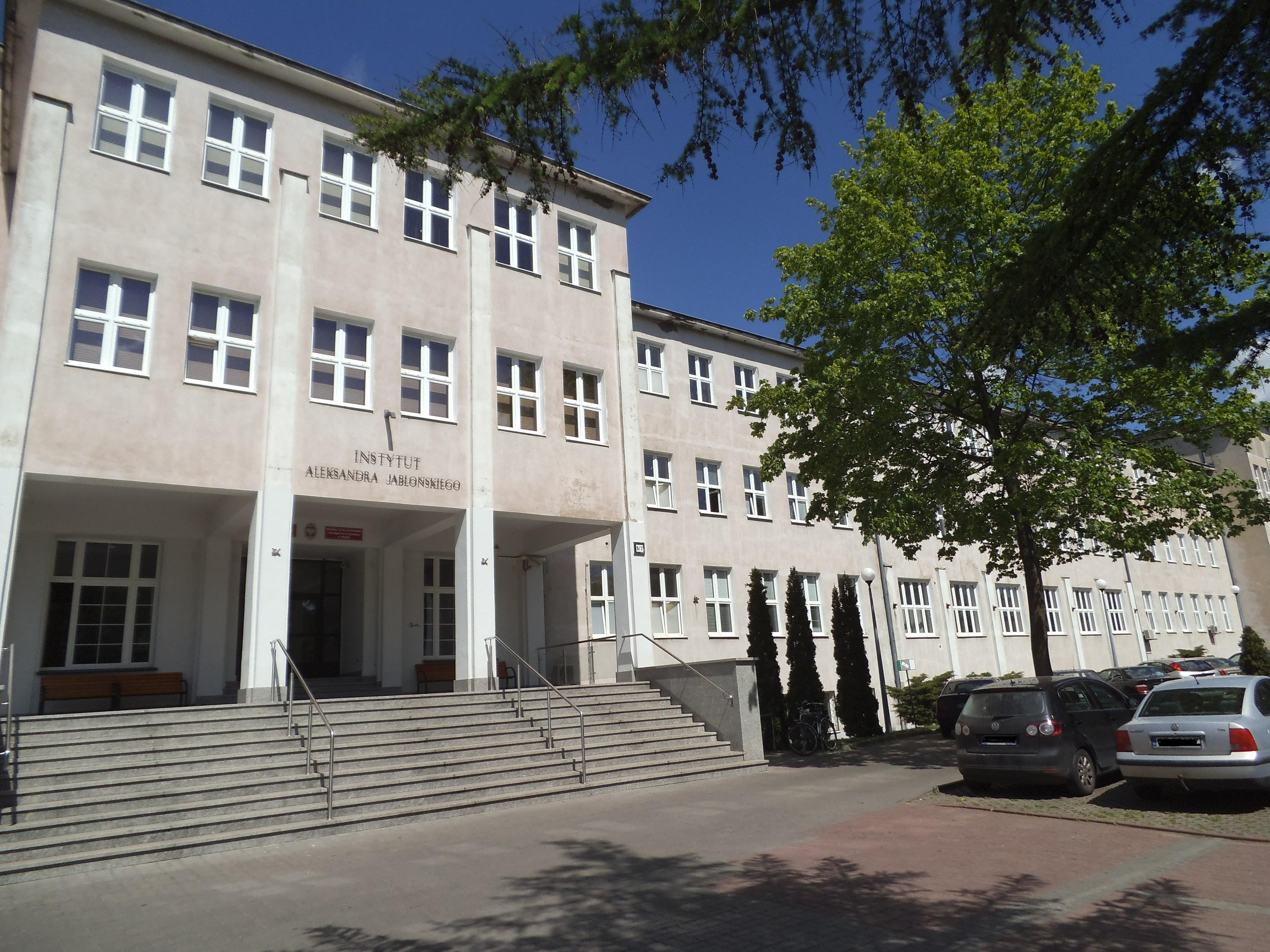
Здание факультета физики, астрономии и прикладной информатики Университета Николая Коперника в Торуни имени Александра Яблоньского

- Крест Доблести (1920)[5]
- Крест Заслуги (1951)[6]
- Государственная награда (1964)
- Медаль[англ.] Мариана Смолуховского (1968)
- Почётный доктор Университета Николая Коперника (1973)
- Почётный доктор Гданьского университета «за вклад в развитие польской физики, в частности атомной и молекулярной спектроскопии» (9 октября 1975 г.)
- Почётный доктор Уинсорского университета (Канада).